# Xaveri Sudáfrica
Xaveri Sudáfrica es una organización juvenil católica en la Sudáfrica.  Xaveri Sudáfrica es parte del Movimiento Africano Xaveri y miembro de la asociación católica de las organizaciones juveniles Fimcap.

## Actividades
Las principales actividades de Xaveri Sudáfrica son:
- Juventud en el diálogo local
- Educación para la ciudadanía intercultural
- Medios y artes para el cambio social
- Proyecto de refugiados y migrantes
- Servicio voluntario juvenil
- Redes, intercambios y compromiso cívico

## Patrón
El patrón de Xaveri Sudáfrica (así como del movimiento Xaveri) es San Francisco Javier. El nombre del movimiento se origina en el nombre de su patrón. San Francisco Javier es también el patrón de las misiones africanas.